# 스코티시 풋볼 리그
스코티시 풋볼 리그(Scottish Football League)는 스코틀랜드의 축구 리그이다. 현재 스코틀랜드 풋볼 리그 1부와 스코틀랜드 풋볼 리그 2부, 스코틀랜드 풋볼 리그 3부로 구성되어있다. 1890년에 설립되었으며 1998년에 스코틀랜드 프리미어리그가 독립되어 나가기 전까지 스코틀랜드 축구 리그 시스템에서 최상위 리그였다. 스코틀랜드 프리미어리그의 창설 이후에는 프리미어리그의 하부 (각각 2부, 3부, 4부)리그가 되었다.

## 설립 참가 클럽
스코틀랜드 풋볼 리그가 설립되고나서 첫 번째 시즌이었던 1890-91 시즌에 참여했던 클럽의 목록은 다음과 같다.
- 덤바턴 FC
- 레인저스 FC
- 렌튼 FC
- 베일 오브 레벤 FC
- 서드 라나크 FC
- 세인트 미렌 FC
- 셀틱 FC
- 애버코른 FC
- 캠버스랭 FC
- 코울레어스 FC
- 하트 오브 미들로시언 FC